# 진주시 갑 (1996년 선거구)
진주시 갑은 대한민국의 옛 국회의원 선거구이다. 당시 경상남도 진주시의 일부 지역을 관할했다.

## 역사
1995년 1월, 진주시와 진양군이 통합되면서 통합 진주시가 출범했다. 이에 제15대 국회의원 선거를 앞두고 통합 진주시의 일부 지역을 관할하는 선거구로 신설되었다.
제16대 국회의원 선거를 앞두고 진주시 갑, 을 선거구가 통합되어 진주시 단일 선거구를 이루게 됨에 따라 폐지되었다.

## 역대 국회의원
| 선거   | 정당 | 정당   | 의원   |
| ------ | ---- | ------ | ------ |
| 1996년 |      | 무소속 | 김재천 |

## 역대 선거 결과

### 대한민국 제15대 국회의원 선거
|  | 48.94% |

|  | 45.85% |

|  | 1.85% |

|  | 1.84% |

|  | 1.49% |